# Paralía Ofryníou
Paralía Ofryníou (Paralia Ofryniou) är en ort i Grekland.   Den ligger i prefekturen Nomós Kaválas och regionen Östra Makedonien och Thrakien, i den nordöstra delen av landet, 300 km norr om huvudstaden Aten. Paralía Ofryníou ligger 3 meter över havet och antalet invånare är 1 146.
Terrängen runt Paralía Ofryníou är kuperad norrut, men åt sydost är den platt. Havet är nära Paralía Ofryníou åt sydväst.  Närmaste större samhälle är Asproválta, 16,4 km väster om Paralía Ofryníou. Trakten runt Paralía Ofryníou består till största delen av jordbruksmark.